# Universitat del Balutxistan
La Universitat del Balutxistan (UoB) és una universitat pública situada a la ciutat de Quetta, a la província del Balutxistan Oriental del Pakistan. Fundada el 1970, la UoB és la institució d'educació superior més antiga del Balutxistan.
La universitat va començar la docència amb tres departaments, Física, Química i Geologia l'any 1971. El març de 1984 es va crear un Departament de Belles Arts amb quatre professors, Jamal Shah, Faryal Gohar, Akram Dost i Kaleem Khan. El departament té un paper rellevant en la divulgació del patrimoni de Balutxistan i el seu art, artesania i arquitectura indígenes a partir de la civilització de Mehrgarh (9000 aC).